# 인천 도시철도 1호선

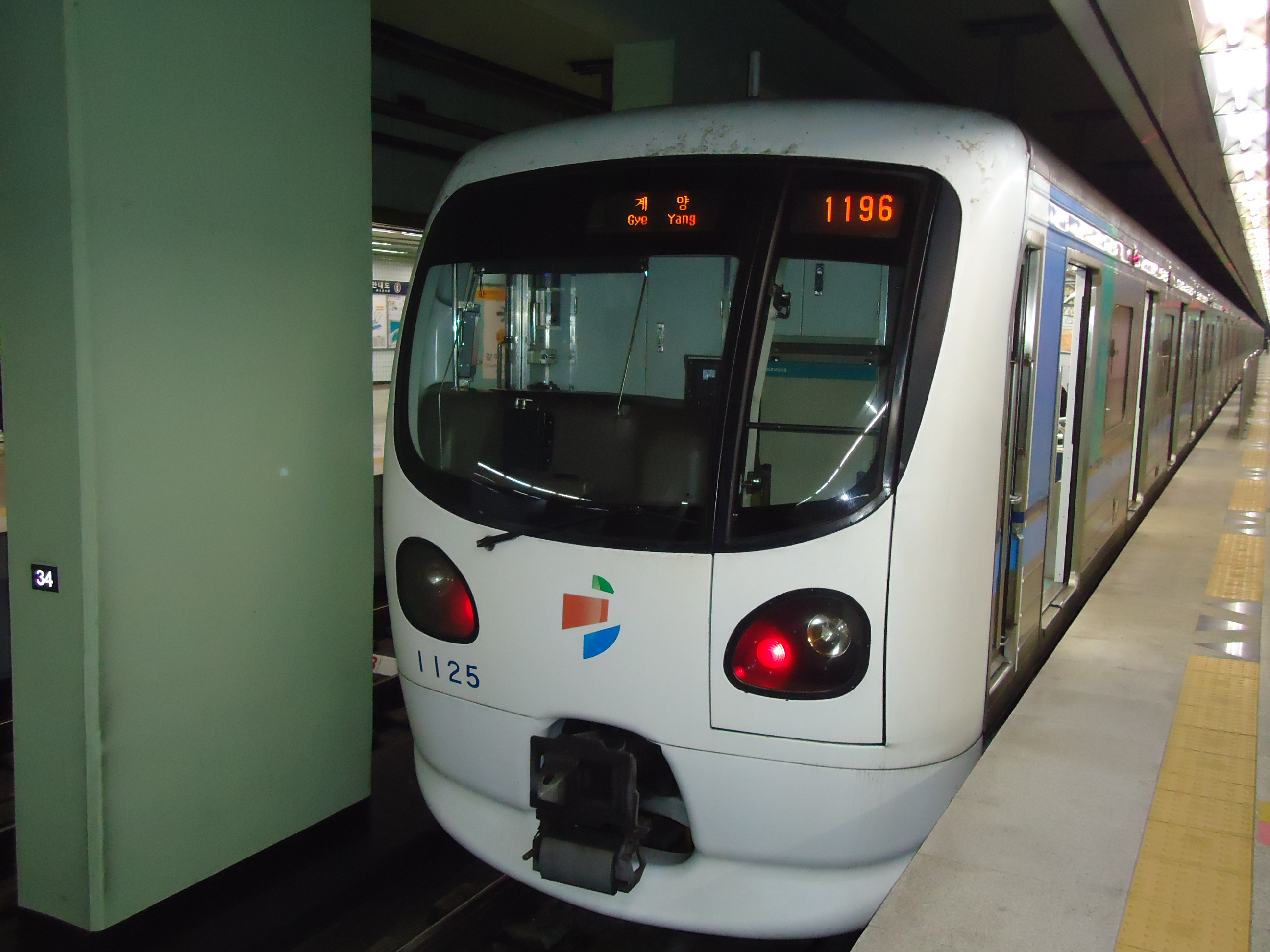
인천교통공사 1000호대 전동차

인천 도시철도 1호선(仁川都市鐵道一號線)은 인천광역시 서구의 검단호수공원역과 인천광역시 연수구의 송도달빛축제공원역을 잇는 인천교통공사의 도시 철도 노선이다. 수도권 전철을 구성하는 노선 중 하나다. 안내 등에 사용되는 노선색은 ●연청색이고, 색의 뜻은 바다다. 통행방향은 어디서든 우측통행이다.

## 개요
문민 정부(김영삼 정부)의 핵심 공약의 일환으로, 기존에 인천광역시를 동서로 가로질러 운행하던 경인선(수도권 전철 1호선)을 보조하고, 계양구와 연수구에 건설된 아파트 신시가지에 도시 철도 교통의 편리성을 도모하기 위해, 인천광역시를 남북으로 가로지르는 노선으로 추진되었다. 계양구의 계양역에서 출발한 이 노선은 계산, 작전, 연수 등의 주거지역과 부평, 구월 등의 상업지구, 부평공단과 남동공단을 거쳐 대략 남에서 남서쪽을 향하며, 송도국제도시에 있는 테크노파크역을 지나 북서쪽으로 크게 방향을 틀어 송도달빛축제공원역에 이른다. 부평 - 간석오거리 구간은 만월산을 관통하지 않기 위하여 경인선(수도권 전철 1호선)과 약 500m 정도 떨어진 곳을 유사한 방향으로 운행한다.

## 운영

### 열차 운행
이 노선은 검단호수공원행과 송도달빛축제공원행이 주를 이룬다. 박촌행이 운행을 마치고 귤현기지사업소로 입고한다. 전 구간 운행 편도 56분이 소요된다.
- 2005년 1월 20일 기준 심야 주박역은 인천시청역이었으며, 부평역 기준으로 평일 150번째 차량, 주말·공휴일 128번째 차량이었다.
- 2007년 3월 16일 이후 심야 주박역은 계양역, 박촌역, 인천시청역, 신연수역, 동막역 등이었다.
- 2009년 6월 1일 이후 심야 주박역은 계양역, 박촌역, 인천시청역, 신연수역, 국제업무지구역 등이었다.
- 2011년 이후 심야 주박역은 계양역, 예술회관역, 신연수역, 동막역, 국제업무지구역 등이었다.
- 2020년 이후 심야 주박역은 계양역, 예술회관역, 신연수역, 동막역, 국제업무지구역, 송도달빛축제공원역 등이었다.
- 2025년 이후 심야 주박역은 검단호수공원역, 계양역, 예술회관역, 신연수역, 동막역, 국제업무지구역, 송도달빛축제공원역 등이었다.

## 차량
- 인천교통공사 1000호대 전동차

부산 도시철도 1호선, 2호선, 3호선, 대구 도시철도 1호선, 2호선 등 전동차와 동일한 18m급의 중형 중량 전철 차량을 사용하며, 개통 이래 모든 열차는 8량 1편성으로 운행된다. 모든 차량이 귤현차량사업소에 소속되어 있다.

## 운임
승차권으로는 수도권 전철 각 역에서 발매되는 1회용 교통카드와 충전식 선불 교통카드, 교통카드 기능이 있는 일부 신용카드 등을 이용한다. 수도권 전철의 일부로서 수도권 통합요금제가 적용되며, 수도권 전철에 속하는 다른 노선과 환승할 때 승객이 별도의 정산을 할 필요는 없다. 단 계양역에서 인천국제공항철도와 환승할 경우에는 환승개찰구를 통과하여야 하나, 이 때에도 운임이 부가되지는 않는다.
수도권 전철을 제외한 타 교통수단과의 환승할인제는 2004년 11월 30일에 인천광역시의 시내버스를 대상으로 처음 실시되었지만, 이는 인천광역시가 단독으로 시행한 것이었기 때문에 인천 도시철도 역의 개찰구를 통하여 개찰을 할 때만 적용되었으며, 수도권 전철 1호선과의 환승역인 부평역에서는 한국철도공사가 운영하는 개찰구를 사용하는 경우 적용되지 않았다. 2009년 10월 10일에는 수도권 통합요금제가 확대 시행되면서 사용한 개찰구에 관계 없이 환승할인이 적용되게 되었다.
운임 체계는 개통 당시부터 수도권 전철과 공유하고 있다. 승차권 또한 수도권 전철의 다른 노선에서 사용하던 마그네틱 승차권의 규격을 공유하였고, 다만 도안을 독자적인 것으로 사용하였다.

## 역사
- 1993년 7월 5일: 착공
- 1994년 3월 19일: 역명 결정고시[1]
- 1995년 4월 10일: 북구청역에서 부평구청역으로 역명 변경[2]
- 1998년 12월 17일: 1999년 6월 3일까지 인천교통공사 1000호대 전동차 반입
- 1999년 10월 6일: 박촌 - 동막 구간 개통[3]
- 1999년 12월 7일: 귤현 - 박촌 구간 개통
- 2003년 12월 15일: 인천교대역에서 경인교대입구역으로 역명 변경
- 2007년 3월 16일: 계양 - 귤현 구간 개통
- 2007년 3월 23일: 인천국제공항철도 계양역 환승 개통
- 2007년 10월 25일: 인천교통공사 1000호대 전동차 2차분 초도차량(126편성) 반입
- 2008년 9월 8일: 송도국제도시 연장선(동막 - 국제업무지구) 구간 역명 결정[4]
- 2009년 6월 1일: 동막 - 국제업무지구 구간 개통
- 2009년 10월 10일: 수도권 통합요금제 확대 적용
- 2012년 6월 30일: 수도권 전철 수인·분당선 원인재역 환승 개통
- 2012년 10월 27일: 서울 지하철 7호선 부평구청역 환승 개통
- 2014년 12월 6일: 전 역사 스크린도어 설치 완료
- 2016년 7월 30일: 인천 도시철도 2호선 인천시청역 환승 개통
- 2020년 11월 11일: 검단신도시 ~ 계양 구간 착공.
- 2020년 12월 12일: 국제업무지구 - 송도달빛축제공원 구간 개통
- 2023년 11월 8일~12월 3일: 검단신도시 ~계양 구간 역명 선호도 조사
- 2024년 1월 3일: 검단신도시 ~계양 구간 역명 확정(I109역: 아라(북부법원·검찰청)역, I108역: 신검단중앙역, I107역: 검단호수공원역)[5]
- 2025년 6월 28일: 검단호수공원 - 계양 구간 개통

## 역 목록

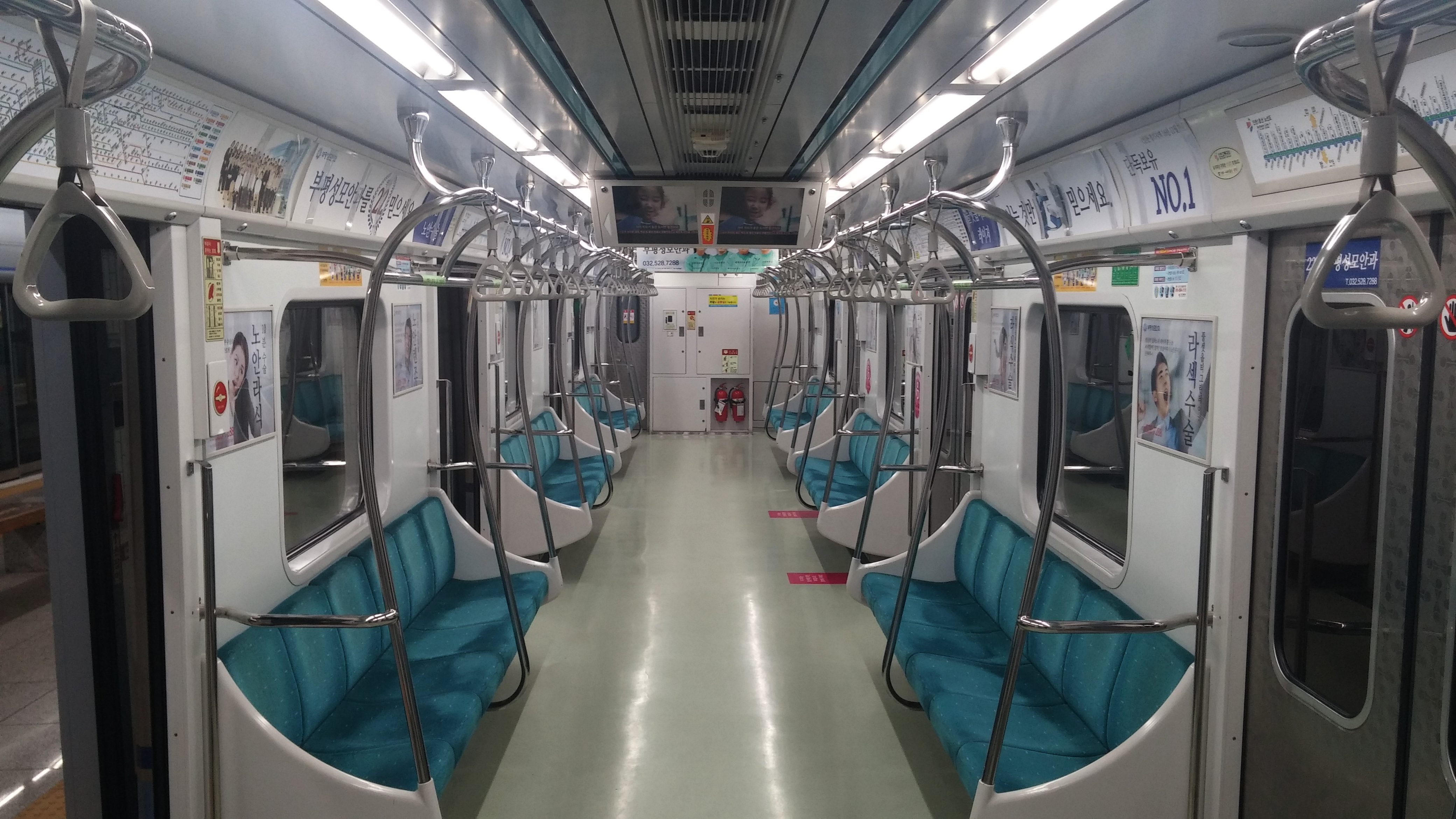
1127호 차량 실내 1

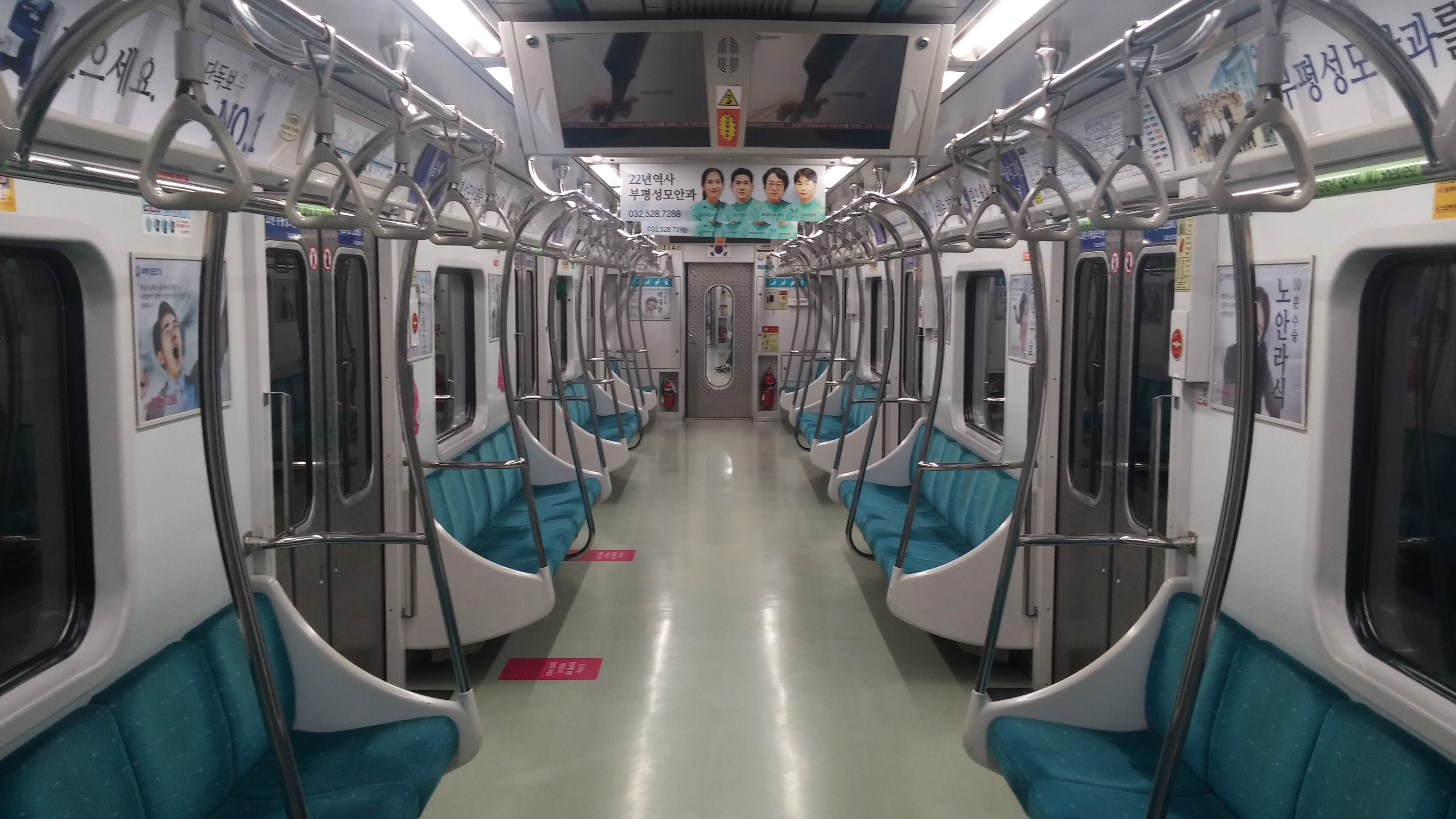
1127호 차량 실내 2

| 역 번호 | 역명                                    | 국한문역명            | 영문역명                                            | 접속 노선                 | 역간 거리 | 영업 거리 | 소재지     | 소재지   |
| ------- | --------------------------------------- | --------------------- | --------------------------------------------------- | ------------------------- | --------- | --------- | ---------- | -------- |
| I107    | 검단호수공원                            | 黔丹湖水公園          | Geomdan Lake Park                                   |                           | -         | 0.0       | 인천광역시 | 서구     |
| I108    | 신검단중앙                              | 新黔丹中央            | Singeomdanjungang                                   |                           | 0.8       | 0.8       | 인천광역시 | 서구     |
| I109    | 아라(북부법원·검찰청) (예온치과병원)    | 아라(北部法院·檢察廳) | Ara (Northern District Court & Prosecutors' Office) |                           | 2.0       | 2.8       | 인천광역시 | 서구     |
| I110    | 계양                                    | 桂陽                  | Gyeyang                                             | ● 인천국제공항철도        | 4.0       | 6.8       | 인천광역시 | 계양구   |
| I111    | 귤현                                    | 橘峴                  | Gyulhyeon                                           |                           | 0.9       | 7.7       | 인천광역시 | 계양구   |
| I112    | 박촌                                    | 朴村                  | Bakchon                                             |                           | 1.5       | 9.2       | 인천광역시 | 계양구   |
| I113    | 임학                                    | 林鶴                  | Imhak                                               |                           | 1.1       | 10.3      | 인천광역시 | 계양구   |
| I114    | 계산(경인여자대학교)                    | 桂山                  | Gyesan                                              |                           | 1.1       | 11.4      | 인천광역시 | 계양구   |
| I115    | 경인교대입구(상록호텔조리직업전문학교)  | 京仁敎大入口          | Gyeongin Nat'l Univ. of Education                   |                           | 0.9       | 12.3      | 인천광역시 | 계양구   |
| I116    | 작전(인천세종병원)                      | 鵲田                  | Jakjeon                                             |                           | 0.9       | 13.2      | 인천광역시 | 계양구   |
| I117    | 갈산                                    | 葛山                  | Galsan                                              |                           | 1.4       | 14.6      | 인천광역시 | 부평구   |
| I118    | 부평구청(세림병원)                      | 富平區廳              | Bupyeong-gu Office                                  | ● 서울 지하철 7호선       | 1.0       | 15.6      | 인천광역시 | 부평구   |
| I119    | 부평시장(한길안과병원)                  | 富平市場              | Bupyeong Market                                     |                           | 1.1       | 16.7      | 인천광역시 | 부평구   |
| I120    | 부평(가톨릭대 인천성모병원)             | 富平                  | Bupyeong                                            | ● 수도권 전철 1호선       | 0.9       | 17.6      | 인천광역시 | 부평구   |
| I121    | 동수                                    | 東樹                  | Dongsu                                              |                           | 0.9       | 18.5      | 인천광역시 | 부평구   |
| I122    | 부평삼거리                              | 富平三거리            | Bupyeongsamgeori                                    |                           | 1.1       | 19.6      | 인천광역시 | 부평구   |
| I123    | 간석오거리                              | 間石五거리            | Ganseogogeori                                       |                           | 1.2       | 20.8      | 인천광역시 | 남동구   |
| I124    | 인천시청(연세와 병원)                   | 仁川市廳              | Incheon City Hall                                   | ● 인천 도시철도 2호선     | 1.4       | 22.2      | 인천광역시 | 남동구   |
| I125    | 예술회관(가천대 길병원)                 | 藝術會館              | Culture & Arts Center                               |                           | 1.0       | 23.2      | 인천광역시 | 남동구   |
| I126    | 인천터미널(푸른세상안과)                | 仁川터미널            | Incheon Bus Terminal                                |                           | 0.8       | 24.0      | 인천광역시 | 미추홀구 |
| I127    | 문학경기장(그랜드 오스티엄웨딩컨벤션)   | 文鶴競技場            | Munhak Sports Complex                               |                           | 0.8       | 24.8      | 인천광역시 | 연수구   |
| I128    | 선학                                    | 仙鶴                  | Seonhak                                             |                           | 0.8       | 25.6      | 인천광역시 | 연수구   |
| I129    | 신연수                                  | 新延壽                | Sinyeonsu                                           |                           | 1.1       | 26.7      | 인천광역시 | 연수구   |
| I130    | 원인재                                  | 源仁齋                | Woninjae                                            | ● 수도권 전철 수인·분당선 | 0.9       | 27.6      | 인천광역시 | 연수구   |
| I131    | 동춘(스퀘어원)                          | 東春                  | Dongchun                                            |                           | 1.1       | 28.7      | 인천광역시 | 연수구   |
| I132    | 동막(저어새 생태학습관)                 | 東幕                  | Dongmak                                             |                           | 1.0       | 29.7      | 인천광역시 | 연수구   |
| I133    | 캠퍼스타운(연세대학교)                  | 캠퍼스타운            | Campus Town                                         |                           | 1.6       | 31.3      | 인천광역시 | 연수구   |
| I134    | 테크노파크(현대 프리미엄 아울렛 송도점) | 테크노파크            | Technopark                                          |                           | 0.8       | 32.1      | 인천광역시 | 연수구   |
| I135    | 지식정보단지                            | 知識情報團地          | BIT Zone                                            |                           | 1.4       | 33.5      | 인천광역시 | 연수구   |
| I136    | 인천대입구(송도컨벤시아)                | 仁川大入口            | Incheon Nat'l Univ.                                 |                           | 1.0       | 34.5      | 인천광역시 | 연수구   |
| I137    | 센트럴파크(재외동포청) (포스코ENC)      | 中央公園              | Central Park                                        |                           | 0.9       | 35.4      | 인천광역시 | 연수구   |
| I138    | 국제업무지구(센트로드)                  | 國際業務地區          | Int'l Business District                             |                           | 0.8       | 36.2      | 인천광역시 | 연수구   |
| I139    | 송도달빛축제공원                        | 松島달빛祝祭公園      | Songdo Moonlight Festival Park                      |                           | 0.9       | 37.1      | 인천광역시 | 연수구   |

## 이용객 변동
| 구분      | 일평균 인원수 (명/일) | 일평균 인원수 (명/일) | 일평균 인원수 (명/일) | 일평균 인원수 (명/일) | 일평균 인원수 (명/일) | 일평균 인원수 (명/일) | 일평균 인원수 (명/일) | 일평균 인원수 (명/일) | 일평균 인원수 (명/일) | 일평균 인원수 (명/일) | 각주  |
| 구분      | 2003년                | 2004년                | 2005년                | 2006년                | 2007년                | 2008년                | 2009년                | 2010년                | 2011년                | 2012년                | 각주  |
| --------- | --------------------- | --------------------- | --------------------- | --------------------- | --------------------- | --------------------- | --------------------- | --------------------- | --------------------- | --------------------- | ----- |
| 승차      | 149,389               | 142,399               | 139,108               | 151,812               | 148,155               | 148,389               | 158,528               | 168,374               | 175,814               | 181,976               | [ 6 ] |
| 하차      | 140,724               | 133,898               | 131,921               | 144,588               | 141,555               | 143,103               | 144,365               | 156,366               | 166,611               | 167,877               | [ 6 ] |
| 승하차    | 290,113               | 277,055               | 271,029               | 296,398               | 289,709               | 291,494               | 316,733               | 343,130               | 363,655               | 372,712               | [ 6 ] |
| 노선      | 노선                  | 2013년                | 2014년                | 2015년                | 2016년                | 2017년                |                       |                       |                       |                       | [ 6 ] |
| 인천1호선 | 승차                  | 193,775               | 200,149               | 197,103               | 201,042               | 202,288               |                       |                       |                       |                       | [ 6 ] |
| 인천1호선 | 하차                  | 192,304               | 197,491               | 193,463               | 197,370               | 199,223               |                       |                       |                       |                       | [ 6 ] |
| 인천1호선 | 승하차                | 386,079               | 397,640               | 390,566               | 398,412               | 401,511               |                       |                       |                       |                       | [ 6 ] |

## 같이 보기
- 수도권 전철
- 인천 도시철도
- 인천 도시철도 2호선